# Кенигсвалде
Кенигсвалде (њем. Königswalde) општина је у њемачкој савезној држави Саксонија. Једно је од 69 општинских средишта округа Ерцгебирге. Према процјени из 2010. у општини је живјело 2.349 становника. Посједује регионалну шифру (AGS) 14521340.

## Географски и демографски подаци
Кенигсвалде се налази у савезној држави Саксонија у округу Ерцгебирге. Општина се налази на надморској висини од 500–730 метара. Површина општине износи 19,5 km². У самом мјесту је, према процјени из 2010. године, живјело 2.349 становника. Просјечна густина становништва износи 120 становника/km².